# West Kensington (Londres)
Pour les articles homonymes, voir West Kensington.
West Kensington est un quartier de Londres localisé dans le district de Hammersmith et Fulham.

## Voir